# Tefillin

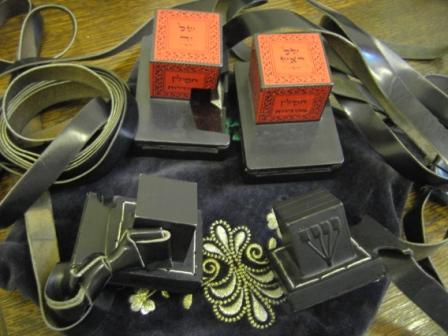
Tefillin med skyddslådor.

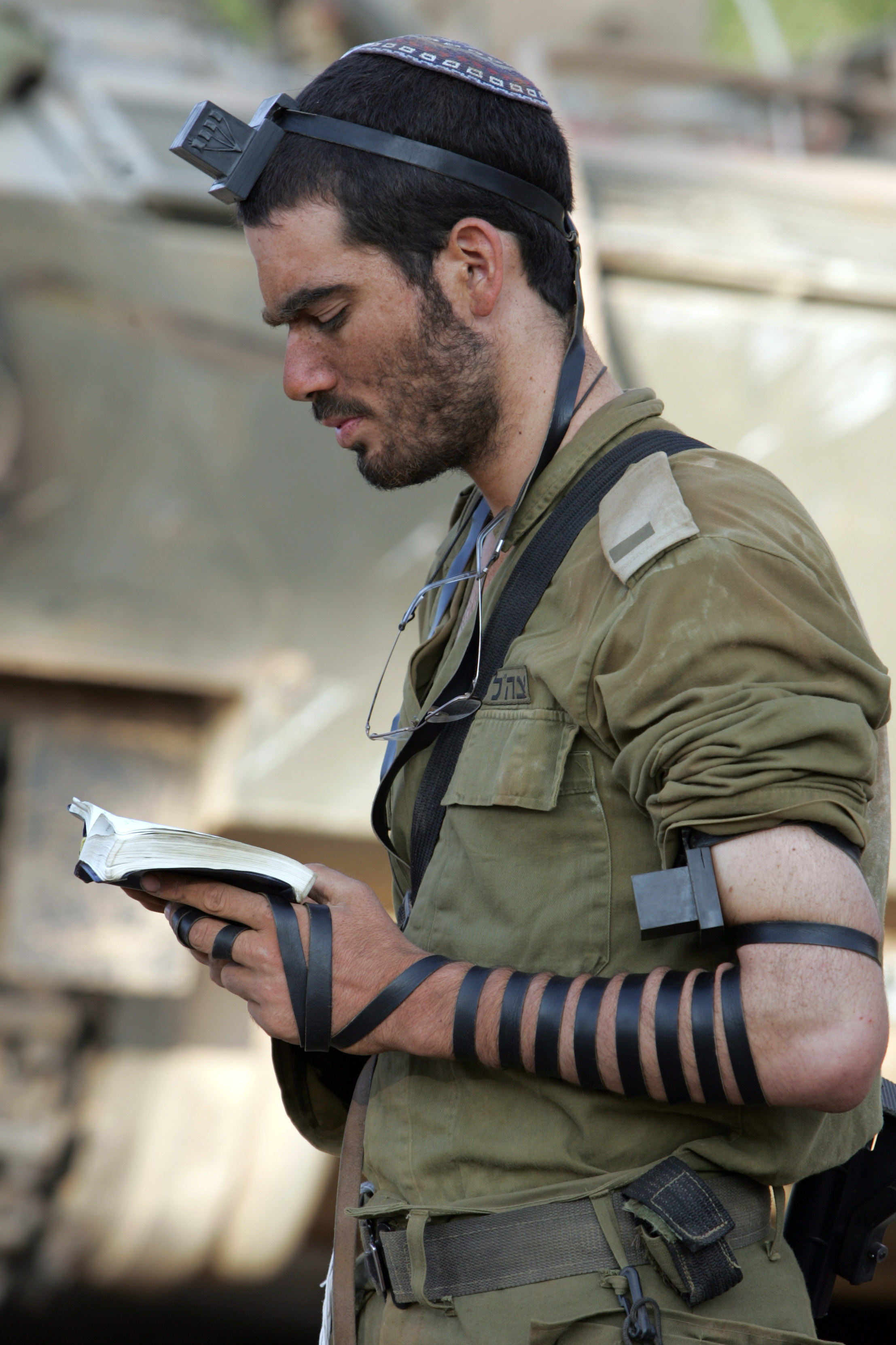
En israelisk soldat, Asael Lubotzky, som tagit på sig tefillin i kriget i Libanon 2006.

Tefillin (hebreiska: תפילין) är två små svartfärgade läderkapslar som innehåller pergamentrullar med verser från Torah. De två kapslarna kallas shel rosh (huvud) samt shel yad (arm).
Kapslarna används av judiska män under morgonbön på vardagar. Shel yad fästes med hjälp av en läderrem på biceps (höger för en vänsterhänt samt vänster för en högerhänt) och shel rosh fästes bakom hårfästet eller där en person hade hårfästet när denne var yngre.

## Välsignelser
I samband med att tefillin läggs läses en eller tre välsignelser beroende på minhag (tradition), bland de flesta ashkenaziska judar sägs alla tre.
Innan shel yad fästes på biceps
ברוך אתה ה' א‑לוהינו מלך העולם אשר קדשנו במצותו וצונו להניח תפילין.
Översättning: "Välsignad är du, Ha-Shem, vår G-d, universums konung, som har välsignat oss med dina bud samt befallt oss att lägga tefillin."
Innan shel rosh läggs på huvudet
ברוך אתה ה' א‑לוהינו מלך העולם, אשר קדשנו במצותו וצונו על מצות תפילין.
Översättning: "Välsignad är du, Ha-Shem, vår G-d, universums konung, som har välsignat oss med dina bud samt befallt oss rörande budet om tefillin."
En sista välsignelse läses efter att shel rosh fästs helt på plats:
ברוך שם כבוד מלכותו לעולם ועד.
Översättning: "Välsignat är namnet av hans ädla kungadöme i evigheters evighet."

## Under bön
Under morgonbönen vidrörs shel yad när texten "binda dem (dessa ord) som ett tecken på din arm" läses samt shel rosh vid "de skall tjäna som ett märke mellan dina ögon".